# Hypolimnas manilia
Hypolimnas manilia är en fjärilsart som beskrevs av Pieter Cramer 1782. Hypolimnas manilia ingår i släktet Hypolimnas och familjen praktfjärilar. Inga underarter finns listade i Catalogue of Life.